# Скитиба Борис Якович
Скитиба Борис Якович (5 серпня 1913 — 23 вересня 1976) — радянський офіцер, Герой Радянського Союзу, в роки радянсько-німецької війни командир телеграфного взводу 11-го гвардійського окремого батальйону зв'язку 3-го гвардійського механізованого корпусу 47-ї армії Воронезького фронту, гвардії лейтенант.

## Життєпис
Народився 23 липня 1913 року в селі Хрестителевому (тепер Чорнобаївського району Черкаської області) у селянській родині. Українець. Член ВКП(б) з 1944 року. Закінчив 7 класів неповної середньої школи, з вересня 1931 року працював у цій же школі вчителем.
20 жовтня 1935 року Чорнобаївським райвійськкоматом був призваний до лав Червоної Армії. Після трьох років служби, повернувся на батьківщину, працював у колгоспі «Комінтерн» помічником рахівника.
З початком німецько-радянської війни 8 липня 1941 року був знову призваний до армії і направлений на фронт. Група фашистських військ Манштейна прагнула будь-якою ціною прорватися до Сталінграда. 4-й мехкорпус Червоної армії, що знаходився в оперативному підпорядкуванні 57-ї армії отримав завдання: захопити переправу через Дон в районі Ляпичева—Логовського. 158-му окремому танковому полку потрібно було першому вийти в цей район, розгромити там ворога і не дати перекинути німецькі війська в напрямку Сталінграда. Для забезпечення управління полком був призначений взвод зв'язку під командуванням лейтенанта Б. Я. Скитиби. Лейтенант Скитиба зі своїми бійцями в найкоротший термін проклав лінію зв'язку довжиною 5 км і забезпечив зв'язок у бою. Не зважаючи на шалений вогонь ворога, зв'язок не переривався. Офіцера-зв'язківця командування корпусу нагородило медаллю «За бойові заслуги».
У лютому 1943 року, переслідуючи ворога, корпус вийшов до річки Міуса. Почалися жорстокі бої з метою прориву оборонної лінії фашистів, яку називали «Міус-фронтом». При підході до річки гвардії лейтенант Б. Я. Скитиба швидко встановив зв'язок штабу корпусу з трьома бригадами. Особисто очолив найважливіші напрямки. Був нагороджений орденом Вітчизняної війни ІІ ступеня. Б. Я. Скитиба надихав воїнів взводу особистим прикладом. Багато разів він переправлявся через Дніпро і швидко усував пошкодження на лініях.
У вересні 1943 року гвардії лейтенанту Б. Я. Скитибі довелося відвойовувати рідне село Хрестителеве. Долаючи шалений опір гітлерівців, бійці вийшли до Дніпра. У жовтні 1943 року був отриманий наказ форсувати річку в районі села Селища Канівського району Черкаської області і захопити плацдарм на правому березі. У числі перших переправився через Дніпро Б. Я. Скитиба. Він повинен був забезпечувати зв'язок з підрозділами корпусу.
Накинувши в рибальський човен все необхідне, чотири зв'язківця під ворожим обстрілом попливли до протилежного берега. Посередині річки човен пробило осколками снаряда, і вона пішла на дно. Бійцям довелося вплав добиратися до берега в крижаній воді. Незважаючи на щільний вогонь противника, зв'язківці успішно виконали завдання. Зв'язок був встановлений. У ході боїв за утримання плацдарму гвардії лейтенант Б. Я. Скитиба кілька разів переправлявся через Дніпро, щоб усунути пошкодження кабелю.
Переправившись на правий берег Дніпра, зв'язківці тягнули лінію на командні пункти підрозділів. Гітлерівці по 10—20 разів піднімалися в контратаки. Зв'язківцям доводилося вести бій і одночасно налагоджувати лінію зв'язку. Фашисти кинули проти них десять танків. Але зв'язківці викликали вогонь артилерії з лівого берега. Артилеристи відразу підбили шість танків. Решта повернули назад. Пізніше гітлерівці кинули на радянські позиції ще одну групу танків. І знову зв'язківців виручили артилеристи, підбили чотири ворожі машини.
Указом Президії Верховної Ради СРСР від 25 жовтня 1943 року за зразкове виконання бойових завдань командування і проявлені при цьому мужність і героїзм гвардії лейтенанту Борису Яковичу Скитибі присвоєно звання Героя Радянського Союзу з врученням ордена Леніна і медалі «Золота Зірка» (№ 1684).
У 1945 році закінчив курси удосконалення офіцерського складу військ зв'язку.

Могила Бориса Скитиби

З 1957 року капітан Б. Я. Скитиба — в запасі. Працював у Київському технікумі культпрацівників. Жив у Києві. Помер 23 вересня 1976 року. Похований у Києві на Лісовому кладовищі.

## Нагороди
Нагороджений орденом Леніна, орденом Вітчизняної війни 2-го ступеня, орденом Червоної Зірки, медалями.